# WSI

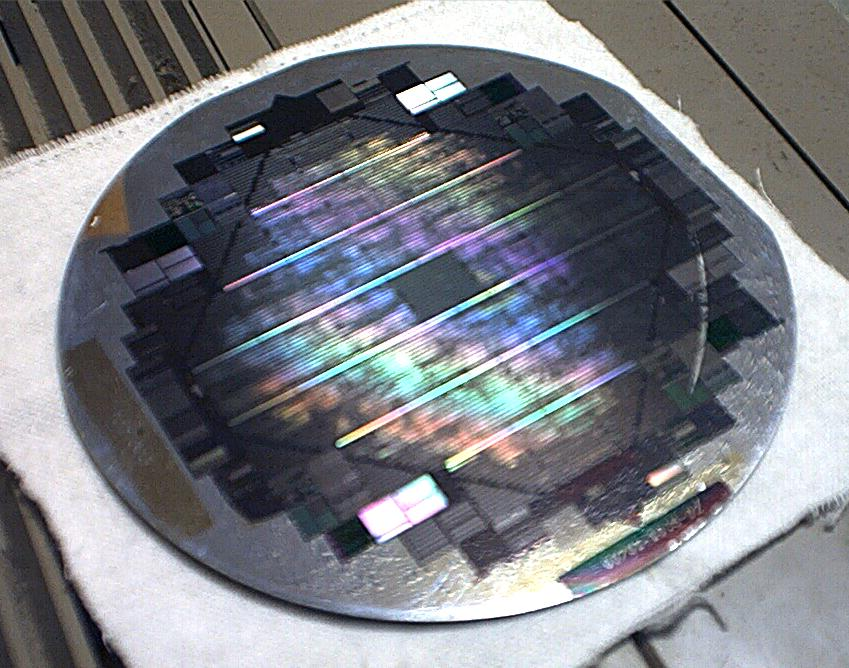
Primer intent de WSI de Trilogy Systems.

La integració a escala d'oblia (amb acrònim WSI) és un sistema poc utilitzat per construir xarxes de circuits integrats molt grans (comunament anomenades "xip") a partir d'una oblia sencera de silici per produir un únic "superxip". Combinant una mida gran i un embalatge reduït, s'esperava que WSI conduís a una reducció dràstica dels costos d'alguns sistemes, sobretot els superordinadors massivament paral·lels. El nom prové del terme integració a gran escala, l'estat de l'art quan s'estava desenvolupant WSI.
En el procés normal de fabricació de circuits integrats, es produeix un únic gran cristall cilíndric (boule) de silici i després es talla en discos coneguts com oblies. A continuació, es netegen i es polien les hòsties per preparar el procés de fabricació. S'utilitza un procés fotogràfic per modelar la superfície on s'ha de dipositar el material a la part superior de l'oblia i on no. Es diposita el material desitjat i es retira la màscara fotogràfica per a la següent capa. A partir d'aleshores, l'oblia es processa repetidament d'aquesta manera, posant-se capa rere capa de circuits a la superfície.
Múltiples còpies d'aquests patrons es dipositen a l'oblia en forma de quadrícula a través de la superfície de l'oblia. Després de modelar totes les ubicacions possibles, la superfície de l'oblia apareix com un full de paper gràfic, amb línies de quadrícula que delimiten els xips individuals. Cadascuna d'aquestes ubicacions de la xarxa es prova per detectar defectes de fabricació mitjançant equips automatitzats. Aquelles ubicacions que es troben defectuoses s'enregistren i es marquen amb un punt de pintura (aquest procés s'anomena "entintant una matriu" i les tècniques més modernes de fabricació d'oblies ja no requereixen marques físiques per identificar la matriu defectuosa). A continuació, es talla l'oblia per tallar les fitxes individuals. Aquests encenalls defectuosos es llencen o es reciclen, mentre que els xips de treball es col·loquen a l'embalatge i es tornen a provar per detectar qualsevol dany que es pugui produir durant el procés d'embalatge.

## Implementacions
El 19 d'agost de 2019, l'empresa nord-americana de sistemes informàtics Cerebras Systems va presentar el seu progrés de desenvolupament de WSI per a l'acceleració de l'aprenentatge profund. El xip Wafer-Scale Engine (WSE-1) de Cerebras és de 46.225 mm² (215 mm × 215 mm), al voltant de 56 vegades més gran que la matriu de GPU més gran. Està fabricat per TSMC mitjançant el seu procés de 16 nm. El WSE-1 compta amb 1,2 bilions de transistors, 400.000 nuclis AI, 18 GB de SRAM en xip, 100 Pbit/s d'amplada de banda de teixit en oblea i 1,2 Pbit/s d'ample de banda d'E/S fora de l'oblia. El preu i la taxa de rellotge no s'han revelat. El 2020, el producte de la companyia, el CS-1, es va provar en simulacions de dinàmica de fluids computacionals. En comparació amb el supercomputador Joule de NETL, el CS-1 era 200 vegades més ràpid, mentre utilitzava molta menys potència.
L'abril de 2021, Cerebras va anunciar el WSE-2, amb el doble de transistors i un rendiment del 100% reclamat, que s'aconsegueix dissenyant un sistema en el qual es pot evitar qualsevol defecte de fabricació. El sistema Cerebras CS-2, que incorpora el WSE-2, està en producció en sèrie.